# Ruta Provincial 4 (Chubut)
La Ruta Provincial 4 es una carretera parcialmente consolidada con tramos de tierra de 595 km ubicada al norte de la provincia de Chubut en Argentina, cerca del límite con la Provincia de Río Negro. Une la Ruta Nacional 3 en el km 1394 con la Ruta Provincial 45 en las cercanías del pueblo El Maitén. Recorre todos los departamentos del norte chubutense y tiene la particularidad que se interna unos pocos kilómetros en la Provincia de Río Negro, dentro del Departamento Ñorquincó.
El camino recorre la meseta patagónica, siendo esta zona una de las más frías de la República Argentina durante el invierno, por lo que generalmente este camino está cortado durante dicha temporada.

## Historia
El 3 de septiembre de 1935 la nueva Dirección Nacional de Vialidad presentó su primer esquema de numeración de rutas nacionales. En este plan la Ruta Nacional 258 se extendía entre Puerto Madryn y la ciudad de San Carlos de Bariloche. Con el cambio parcial de rutas nacionales en 1943, el tramo de la Ruta 258 desde Puerto Madryn a El Maitén cambió su denominación a Ruta Nacional 24.
En 1958 se creó la Administración de Vialidad de la Provincia del Chubut y entre esta dependencia y su par nacional determinaron los caminos que debían pasar al organismo provincial ya que hasta ese momento todas las rutas tenían jurisdicción nacional. Entre los caminos que pasaron a la provincia se encontraba esta Ruta 24. Este camino cambió su denominación a Ruta Provincial 4.
El Decreto Nacional 1595 del año 1979 prescribió que el tramo de la Ruta Provincial 4 al este de la Ruta Nacional 3 pasara a jurisdicción nacional. La transferencia se efectivizó al año siguiente. Actualmente este camino tiene el nombre Ruta Nacional A010.